# ضفدع الورق أزرق الجوانب
ضفدع الورق أزرق الجوانب (الاسم العلمي: Agalychnis annae)، المعروف أيضًا باسم ضفدع الورق برتقالي العيون، هو نوع مهدد بالانقراض من ضفادع الأشجار في فُصيلة ضفادع الورق موطنه الغابات المطيرة الاستوائية في كوستاريكا وبنما. الاسم العلمي للنوع annae مُهدى لآن إس. دويلمان، جامعة النموذج النوعي الأصلي وزوجة الواصف.